# Lescure-Jaoul
Lescure-Jaoul è un comune francese di 263 abitanti situato nel dipartimento dell'Aveyron nella regione dell'Occitania.

## Società

### Evoluzione demografica
Abitanti censiti